# Frans Dhia Putros
Frans Dhia Putros, né le 14 juillet 1993 à Aarhus, est un footballeur international irakien, qui évolue au poste de défenseur central avec le club du Persib Bandung.

## Biographie

### En sélection
Frans Dhia Putros dispute quelques matchs avec les équipes de jeunes du Danemark, avant de finalement choisir de jouer en faveur de la sélection irakienne.
Il joue son premier match avec l'équipe d'Irak le 4 août 2018, en amical contre la Palestine (victoire 0-3). 
En janvier 2019, il est retenu par le sélectionneur Srečko Katanec afin de participer à la Coupe d'Asie des nations organisée aux Émirats arabes unis.

## Palmarès
- Champion du Danemark de D2 en 2014 avec le Silkeborg IF